# Sudimoro Bangun
Sudimoro Bangun is een bestuurslaag in het regentschap Tanggamus van de provincie Lampung, Indonesië. Sudimoro Bangun telt 1761 inwoners (volkstelling 2010).